# Jurong (Indrajaya)
Jurong is een bestuurslaag in het regentschap Pidie van de provincie Atjeh, Indonesië. Jurong telt 309 inwoners (volkstelling 2010).